# Vimioso
Vimioso là một huyện thuộc tỉnh Bragança, Bồ Đào Nha. Huyện này có diện tích 482 km², dân số thời điểm năm 2001 là 5315 người.